# 芒特弗農 (緬因州)
芒特弗農（英語：Mount Vernon）是一個位於美國緬因州肯納貝克縣的市鎮。

## 人口
根據2020年美國人口普查的數據，芒特弗農的面積為112.46平方千米，當中陸地面積為98.16平方千米，而水域面積為14.30平方千米。當地共有人口1721人，而人口密度為每平方千米15人。